# Amuse (distribuidora musical)
Amuse es un servicio de distribución de música digital, así como un sello discográfico independiente fundado en 2015 en Estocolmo, Suecia, por los empresarios Diego Farias, Andreas Ahlenius, Christian Wilsson, Guy Parry y Jimmy Brodd. La compañía ofrece distribución digital gratuita de música y acuerdos de licencia a artistas y sellos independientes. Amuse tiene su sede en Estocolmo, Suecia. 

## Historia
Amuse fue fundada en 2015 por Diego Farias, Andreas Ahlenius, Christian Wilsson, Guy Parry y Jimmy Brodd. La aplicación Amuse para iOS y Android se lanzó en marzo de 2017. En junio de 2017, el rapero, cantante, compositor, DJ, productor discográfico, actor de doblaje y filántropo estadounidense will.i.am se unió a la lista de cofundadores de la compañía. Más tarde, en mayo de 2018, Amuse recaudó $15,5M USD en la ronda de financiación de la serie A dirigida por las empresas de capital de riesgo Lakestar y Raine Ventures. En abril de 2019, la compañía lanzó Fast Forward, un servicio tecnológico para usuarios de distribución de música y una aplicación web. A finales de 2018, Lil Nas X subió su canción Old Town Road a través de Amuse. Según Diego Farias, CEO, había subido previamente varias pistas que no habían llamado mucho la atención. Sin embargo, a principios de 2019, la compañía pudo ver, a través de sus algoritmos, que Old Town Road estaba funcionando extremadamente bien, por lo que le ofrecieron un trato al artista. Más tarde, Lil Nas X decidió firmar un acuerdo con Columbia Records. La canción Old Town Road, con Billy Ray Cyrus, terminó convirtiéndose en una de las canciones más preciadas en la historia de Billboard Hot 100, ya que pasó 19 semanas sin precedentes en el número 1. 

## Operaciones
Amuse tiene dos operaciones principales: distribución de música digital y licencias de música. Brindan a los músicos y otros titulares de derechos la oportunidad de distribuir, vender y transmitir su música a través de tiendas de música digital.
El servicio de avance de regalías basado en datos Fast Forward, que se lanzó oficialmente en abril de 2019, utiliza el aprendizaje automático para calcular y ofrecer a los usuarios hasta seis meses de sus próximas regalías a través de la aplicación para teléfonos inteligentes Amuse. La compañía también opera en licencias de música: desde su servicio de distribución, la compañía tiene acceso a los datos de consumo de cómo se transmite y compra la música de sus usuarios, así como a la demografía de la audiencia de cada artista. Amuse aprovecha estos datos para identificar talentos emergentes y ofrecer ofertas de licencias de artistas seleccionados.